# Helmut Winklhofer
Helmut Winklhofer (Fürstenzell, 27 augustus 1961) is een Duits voormalig voetballer die bij voorkeur als verdediger speelde.

## Carrière
Winklhofer is geboren in Fürstenzell. Hij begon m met voetballen bij FC Fürstenzell. In 1981 speelde hij voor Bayern München, na dit seizoen speelde hij 3 seizoenen bij Bayer 04. Toen ging hij terug naar zijn oude club Bayern München. In 1985 werd hij bekend om het scoren van een van de beste eigen doelpunten in de voetbalgeschiedenis vanuit een moeilijkheidsstandpunt, waarbij hij de bal vanaf ongeveer 30 meter voorbij zijn eigen keeper schoot in de Bundesliga 1985/86 tegen KFC Uerdingen 05. Bayern München verloor die wedstrijd met 1-0.
Winklhofer maakte zijn debuut voor Duitsland onder 21 in 1983. waar hij 2 wedstrijden heeft gespeeld voor zijn nationale ploeg.
Hij beëindigde zijn voetbalcarrière in 1990. 

## Erelijst

### Bayern München
- Bundesliga (4) : 1985–1986, 1986–1987, 1988–1989, 1989–1990
- DFB-Pokal (2) : 1981–1982, 1985–1986
- Duitse supercup (1) : 1987[5]